# Hoholi
Hoholi (ukr. Гоголі) – wieś na Ukrainie, w obwodzie chmielnickim, w rejonie chmielnickim, w hromadzie Wińkowce. W 2001 roku liczyła 390 mieszkańców.